# Flaga Szkocji
Szkocja ma dwie flagi: Krzyż św. Andrzeja (zwana Saltire) i Lion Rampant.
Pierwsza z nich nawiązuje do patrona Szkocji, św. Andrzeja, który, jak głosi legenda, na własną prośbę został ukrzyżowany na ukośnych belkach, aby nie przypominały kształtem świętego krzyża, na jakim umarł Chrystus.
Flaga Saltire związana jest z opowieścią o walkach, jakie miały miejsce w pobliżu Athelstaneford około 832 roku. Król Piktów, Angus MacFergus, pokonał w niej armię króla Northumbrii, Athlestane'a.
W noc poprzedzającą wygraną bitwę Szkoci zobaczyli na niebie chmury w kształcie krzyża św. Andrzeja. Przyjęli to wówczas za pomyślny znak.
Kolor tła, symbolizującego wieczorne niebo, nie jest ściśle określony, spotyka się flagi szkockie w barwach od jasnobłękitnej do ciemnogranatowej.
Saltire jest jedną z najstarszych flag w Europie. W 1603 roku, w związku z unią zawartą między Szkocją a Anglią, doszło do połączenia obydwóch sztandarów we flagę Wielkiej Brytanii, zwaną Union Jack, do której w 1801 roku, po utworzeniu Zjednoczonego Królestwa Wielkiej Brytanii i Irlandii, dodano krzyż św. Patryka, symbol Irlandii.
Drugą flagą Szkocji jest Lion Rampant. W 1165 roku Wilhelm I Lew zmienił szkocki symbol z dzika na lwa. Jednocześnie flaga została otoczona czerwoną, ozdobną bordiurą. Lion Rampant jest flagą królewską i może być używana tylko przez członków rodziny królewskiej.